# Palacio Astoreca (Valparaíso)
El Palacio Astoreca es un inmueble ubicado en el cerro Alegre, de la ciudad de Valparaíso, Chile. Fue edificado en 1923 en estilo victoriano como residencia para Francisco Petrinovic. Luego de ser hogar de varias familias, fue sede de la Escuela de Artes de la Universidad de Playa Ancha y candidato a ser sede del Consejo Nacional de la Cultura y las Artes.
En 2009 comenzó un proceso de recuperación que terminó en 2012, con la inauguración de un hotel en sus dependencias, que también incluyó la propiedad vecina.